# جرامي لؤلؤي
جرامي لؤلؤي (الاسم العلمي: Trichogaster leeri)، ينتمي لفصيلة بيلونتيدي Belontiidae، يتواجد هذا السمك في أنهار الشرق الأقصى الاستوائي بورناي وسيام، ويعد من أحد أجمل الأسماك، اكتسبت الاسم من الألوان الؤلؤية الجميلة التي تميزها.
على الرغم من أن كونها سمكة كبيرة نسبيا فإنه يعد بين السمك الأكثر مسالمة لهذا الحجم، ويجعله سمك جماعي جيد، كما انه سهل التفقيس أيضا.
الجورامي اللؤلؤي يصدر أصوات، والتي تبدو مثل القرقعات، وقد وجد انها تستخدمها بكثرة أثناء التزاوج، ولم يعرف حتى الآن أن كانت لها أي وظيفة خاصة.مثل أكثر أسماك هذه العائلة، الجورامي الذهبي يبني عشه أو فقاعته وتطفو على سطح الماء. البيض بالإضافة إلى صغار السمك يكونون أخف وزنا من الماء فيطوف على السطح.
صفه خاصة لهذا النوع من الجورامي بالإضافة إلى الجرامي الذهبي، انهم مشهورون بأكل الهيدرا، لذلك إذا كان حوضك يعاني منها فعليك بهذا السمك.